# Ed Stokes
Edward Kobie Diallo Stokes, detto Ed (Syracuse, 3 settembre 1971), è un ex cestista statunitense, professionista in Europa e nella NBA.

## Carriera
Dopo essere uscito dall'Università dell'Arizona, i Miami Heat lo scelgono con la 35ª chiamata del draft NBA 1993 e lo girano ai Washington Bullets, senza comunque fargli collezionare presenze all'attivo.
Stokes approda così in Europa, continente in cui si svolgerà gran parte della sua carriera. Gioca un anno in Grecia al Panionios, poi inizia la stagione successiva all'Olimpia Milano dove però gioca solo 8 partite a causa della rottura del tendine d'achille sinistro. Torna nel campionato greco, in questo caso all'Aris Salonicco, quindi scende in campo nella lega portoricana. Nel dicembre 1996 è tesserato dalla Telemarket Roma, squadra della massima serie, che lo chiama fino al termine della stagione per rimpiazzare il tagliato Ian Lockhart. In 14 partite di regular season segna 8,8 punti e cattura 9,9 rimbalzi con un minutaggio medio di 27,9 minuti a gara. Ai play-off la formazione capitolina esce contro la Kinder Bologna ai quarti di finale.
Dopo una nuova parentesi a Portorico, Stokes debutta in NBA con i Toronto Raptors, seppur per 4 gare.
Successivamente l'Olimpia Pistoia lo ingaggia per la seconda parte del campionato di A1, ma alla sua sesta partita con i toscani – nella trasferta di Verona – si rompe nuovamente il tendine d'achille, lo stesso infortunio del periodo milanese, ma questa volta nel piede destro.
La sua carriera continua a Cipro dove ha vinto il campionato, quindi approda in Portogallo e in Argentina, per poi iniziare l'annata 2001-02 nella Pro A francese con il Le Havre. Nel febbraio 2001 firma fino alla fine della stagione con i Crabs Rimini, squadra della Legadue italiana con cui mette a referto 4,9 punti e 8,6 rimbalzi in 20,8 minuti.